# Saint-Bauzeil
 Saint-Bauzeil  là một xã ở tỉnh Ariège, thuộc vùng Occitanie ở phía tây nam nước Pháp.